# يفغيني شفتشينكو
يفغيني شفتشينكو (بالروسية: Евгений Шевченко)‏ هو لاعب كرة قدم بيلاروسي في مركز الهجوم، ولد في 6 يونيو 1996 في مينسك في بيلاروس. شارك مع منتخب روسيا البيضاء تحت 17 سنة لكرة القدم ومنتخب روسيا البيضاء تحت 19 سنة لكرة القدم ومنتخب بيلاروسيا تحت 21 سنة لكرة القدم ومنتخب روسيا البيضاء لكرة القدم. أما مع النوادي، فقد لعب مع دينامو برست ونادي مينسك.

## وصلات خارجية
- يفغيني شفتشينكو على موقع الاتحاد الأوربي (الإنجليزية)
- يفغيني شفتشينكو على موقع قاعدة بيانات كرة القدم.إي يو (الإنجليزية)
- يفغيني شفتشينكو على موقع ناشيونال فوتبول تيمز (الإنجليزية)
- يفغيني شفتشينكو على موقع Soccerway.com (الإنجليزية)
- يفغيني شفتشينكو على موقع عالم كرة القدم.نت (الإنجليزية)